# Aphelandra hylaea
Aphelandra hylaea är en akantusväxtart som beskrevs av Emery Clarence Leonard. Aphelandra hylaea ingår i släktet Aphelandra och familjen akantusväxter. Inga underarter finns listade i Catalogue of Life.